# 덕이도서관
덕이도서관은 경기도 고양시 일산서구 소재의 시립 도서관이다.

## 연혁
- 2012년 5월 18일 개관.

## 시설현황
- 3층: 열람실, 시청각실, 휴게실
- 2층: 종합자료실, 디지털자료실, 수서정리실, 교양교실, 통신실, 사무실
- 1층: 어린이자료실, 연속간행물실, 다문화자료실, U-City실
- 지하 1층: 보존서고, 매점, 방재실꾺꾸까까
- , 기계실, 전기실

## 이용 안내
이용시간
- 열람실: 하절기(3월~10월) 07:00 ~ 23:00 / 동절기(11월~2월) 08:00 ~ 23:00
- 종합자료실: 월~금 09:00 ~ 22:00 / 토~일 09:00 ~ 18:00
- 어린이자료실: 매일 09:00 ~ 18:00
- 연속간행물실(정기간행물실): 매일 09:00 ~ 18:00
- 디지털자료실(정보검색실): 월~금 09:00 ~ 22:00 / 토~일 09:00 ~ 18:00
- 다문화자료실(덕이도서관): 매일 09:00 ~ 18:00

휴관일
- 매월 1·3째 월요일